# Zakon o vodah
Zakon o vodah (ZV-1) je zakon, ki v Republiki Sloveniji ureja upravljanje s površinskimi in podzemnimi vodami, ter vodnimi in priobalnimi zemljišči ter vodno infrastrukturo. Zakon ureja tudi javno dobro vode in javne službe na področju voda, vodne objekte in naprave ter druga vprašanja, povezana z vodami.
Zakon, kot glavne naloge upravljanja z vodami določa skrb za trajnostno varstvo voda, odločanje o rabi voda ter načrtovanje in izvajanje urejanja voda z namenom zagotavljanja ekološke in gospodarske vloge voda ter z namenom obvladovanja ogroženosti pred poplavami.    
Zakon o vodah, ki je bil sprejet leta 2002 in dopolnjen v letu 2008 pomeni prenos Skupne vodne politike Evropske skupnosti v nacionalno zakonodajo, to je Direktive 2000/60/ES, Okvirne direktive o strategiji morskega okolja ter Direktive o poplavah .
Pomembno določilo  zakona je razdelitev celinskih voda na dva razreda, pri čemer imajo celinske vode 1. reda določen 15 metrski  priobalni pas, vodotoki v drugem razredu pa 5m priobalni pas.  V tem priobalnem pasu, so možni le določeni posegi pod določenimi pogoji, ne glede na lastništvo nepremičnine, ki so navedeni v določilih zakona, namen pa je zagotoviti zaščito brežin vodotokov, zagotoviti varnost pred pojavom erozije in omogočiti dostop javnim službam, ki izvajajo vzdrževalna ali sanacijska dela na vodotoku. Novela zakona iz leta 2008, pa je pr
iobalni pas vodotokov 1. reda izven urbanih območji razširila najmanj na 40m, z možnostjo da vlada določi drugačno zunanjo mejo priobalnih zemljišč na podlagi četrte točke 14. Člena (ZV-1-NPB1).